# Nagashima, Kagoshima
Nagashima (japanska: 長島町?, Nagashima-chō) är en landskommun (köping) i Kagoshima prefektur i södra Japan. Den består av öarna Nagashima (91 km²), Ikarajima, Shishijima, Shourajima samt ett antal obebodda öar.
Asteroiden 14850 Nagashimacho har fått sitt namn efter Nagashima.